# Axel Gyllenkrok (1859–1930)
Axel Thure Christian Gyllenkrok, född den 29 juli 1859 på Benestad, Aringsås socken, Kronobergs län, död den 1 juli 1930 i Stockholm, var en svensk friherre och sjömilitär. Han var far till Axel Gyllenkrok.
Gyllenkrok blev elev vid Sjökrigsskolan 1877 och avlade sjöofficersexamen 1882. Han blev underlöjtnant vid flottan samma år, löjtnant 1887, kapten 1893, kommendörkapten av andra graden 1903 och av första graden 1909 Gyllenkrok var chef för flottans Göteborgsavdelning under Balkankriget 1912–1913 och under första världskriget 1914–1916 för neutralitetsskydd. Han blev kommendör i marinen 1916 och övergick till reserven följande år. Gyllenkrok blev riddare av Svärdsorden 1902. Han innehade även ett flertal utländska ordnar.